# 276 км (платформа)
276 кіломе́тр — пасажирський залізничний зупинний пункт Дніпровської дирекції Придніпровської залізниці на електрифікованій лінії Синельникове II — Чаплине між станціями Письменна (4 км) та Улянівка (16 км). Розташований поблизу села Аврамівка Синельниківського району Дніпропетровської області.

## Пасажирське сполучення
На платформі 276 км зупиняються електропоїзди Синельниківського та Чаплинського напрямків.